# Iglesia de San Miguel y Todos los Ángeles (Hughenden)
La Iglesia de San Miguel y Todos los Ángeles (en inglés: St Michael and All Angels Church) es un templo anglicano catalogado de Grado II* en monumento clasificado del Reino Unido, situado en la localidad de Hughenden Valley, Buckinghamshire, Inglaterra, cerca de High Wycombe. Está estrechamente asociado con la cercana Hughenden Manor y el ex primer ministro, Benjamin Disraeli, quien está enterrado en el cementerio de la iglesia.

## Historia
Según los primeros registros, una iglesia existía en este sitio en el siglo XII, construida por Geoffrey de Clinton entre 1100 y 1135. Los monjes establecieron un pequeño priorato aquí en el edificio que hoy se utiliza como salón parroquial, la Casa de la Iglesia. La iglesia en sí es de origen medieval y este edificio original ahora forma el presbiterio y la capilla norte del edificio actual.
En 1848 Benjamin Disraeli compró Hughenden Manor. La iglesia fue restaurada y ampliada entre 1874 y 1890, siguiendo la ola de restauraciones victorianas. Disraeli fue primer ministro británico dos veces, en 1868 y 1874-1880, y fue nombrado conde de Beaconsfield en 1876. Murió en 1881 y fue enterrado en la cripta familiar junto con su esposa Lady Beaconsfield (muerta en 1872) que se encuentra en el muro oeste de la iglesia. El protocolo real no permitía a la reina Victoria asistir al funeral privado, pero ella visitó la tumba unos días después para presentar sus respetos.

## Interior
Entre las vidrieras se encuentran las obras de Thomas Willement y de Clayton y Bell, incluida su Ventana Este de 1881 que representa a Cristo en Majestad, que se instaló como otro monumento a Disraeli. El púlpito de mármol y alabastro (c. 1891), tallado de forma ornamentada, es obra de Thomas Earp en estilo gótico victoriano alto y presenta relieves de arcángeles en arcos góticos.
Los monumentos en la iglesia incluyen tres efigies reclinadas de caballeros, uno de ellos con las piernas cruzadas; aunque aparentemente en el estilo del siglo XIII, las efigies se han determinado hasta la fecha del siglo XVI y se cree que fueron esculpidas como evidencia fabricada del pedigrí de la familia Wellesbourne como descendientes de Simón I de Montfort.

## Galería de imágenes

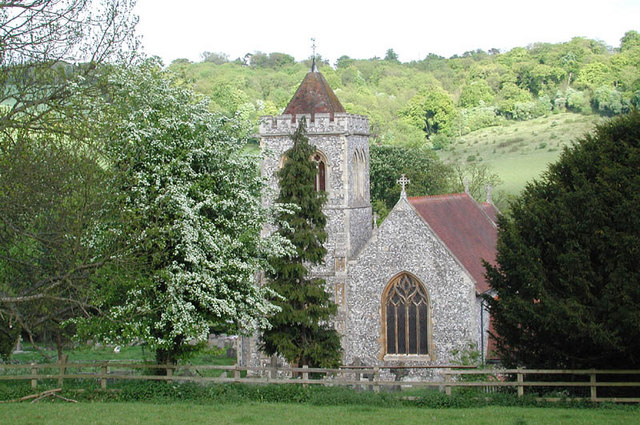
La iglesia en 2003
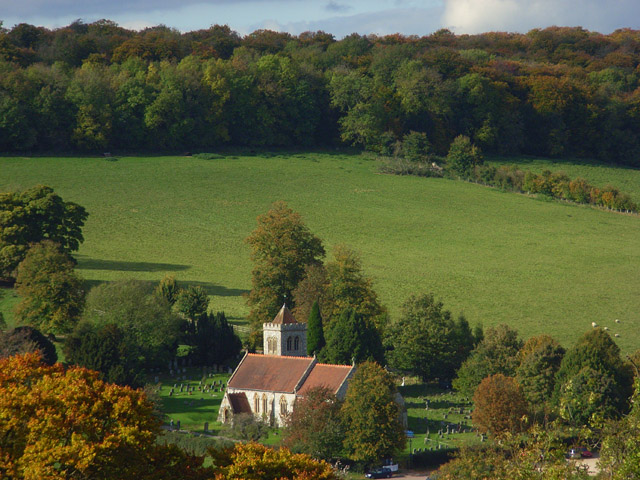
La iglesia en 2008
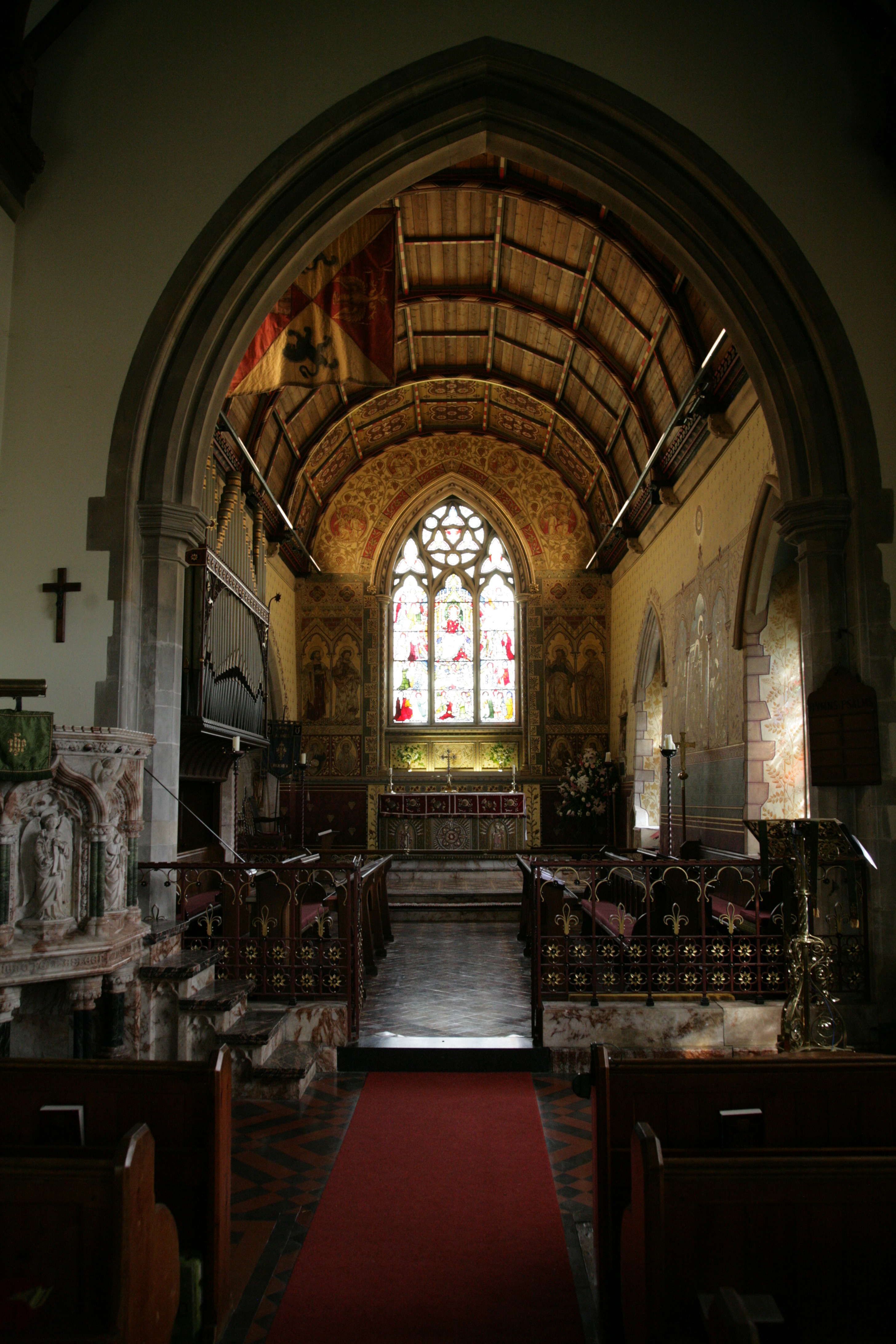
El interior de la iglesia
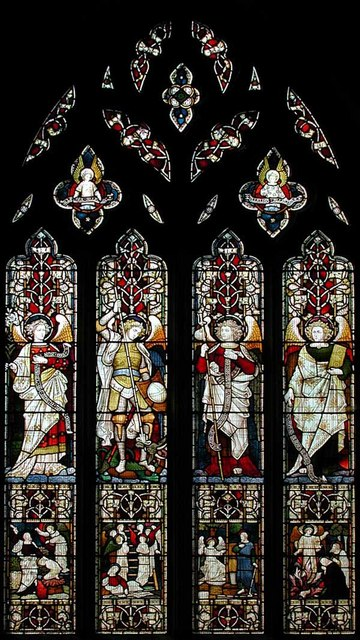
Los cuatro arcángeles Gabriel, Miguel, Rafael, y Jeremiel (con el mismo atributo de Uriel)
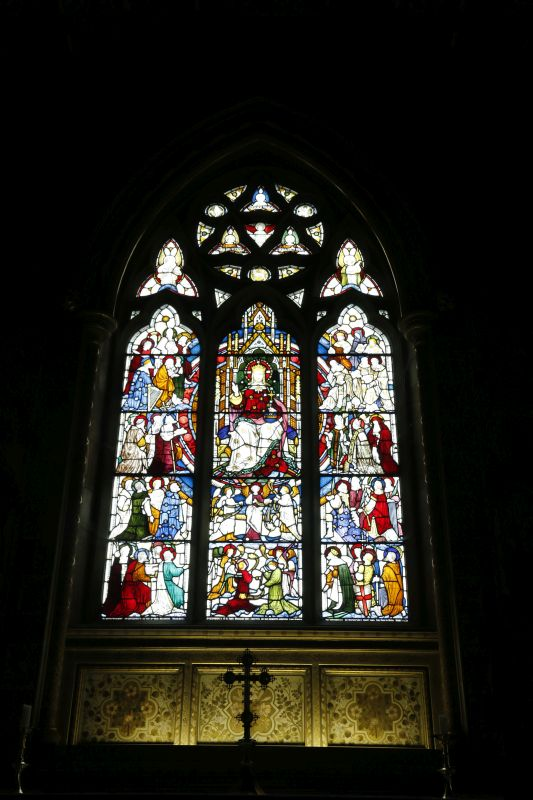
Cristo en Majestad, ventana este en el presbiterio
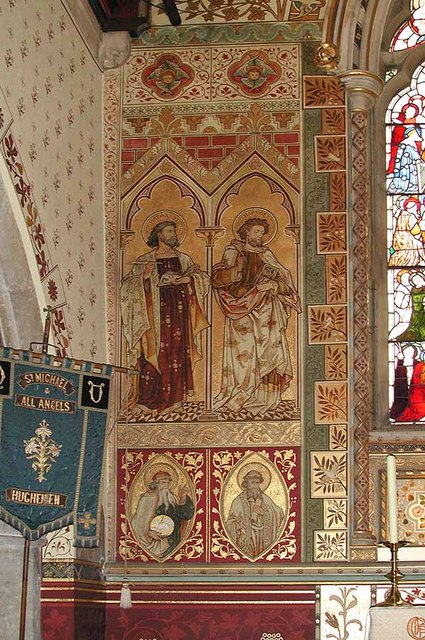
Los evangelistas Mateo y Marcos, detalle del presbiterio
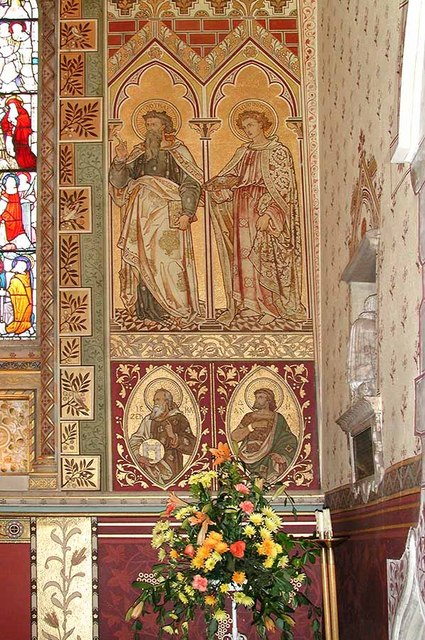
Los evangelistas Lucas y Juan, detalle del presbiterio
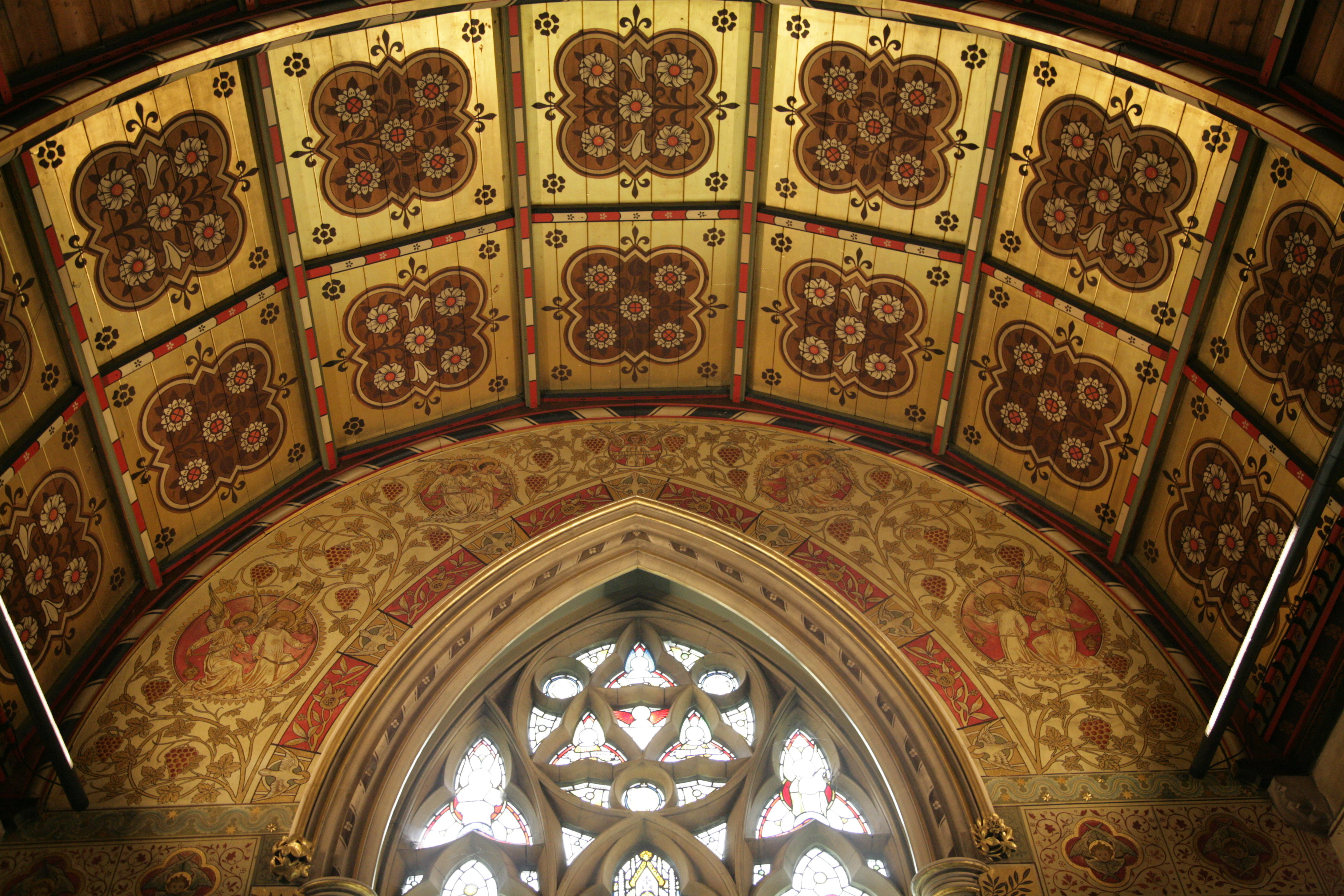
Los ángeles, detalle del presbiterio
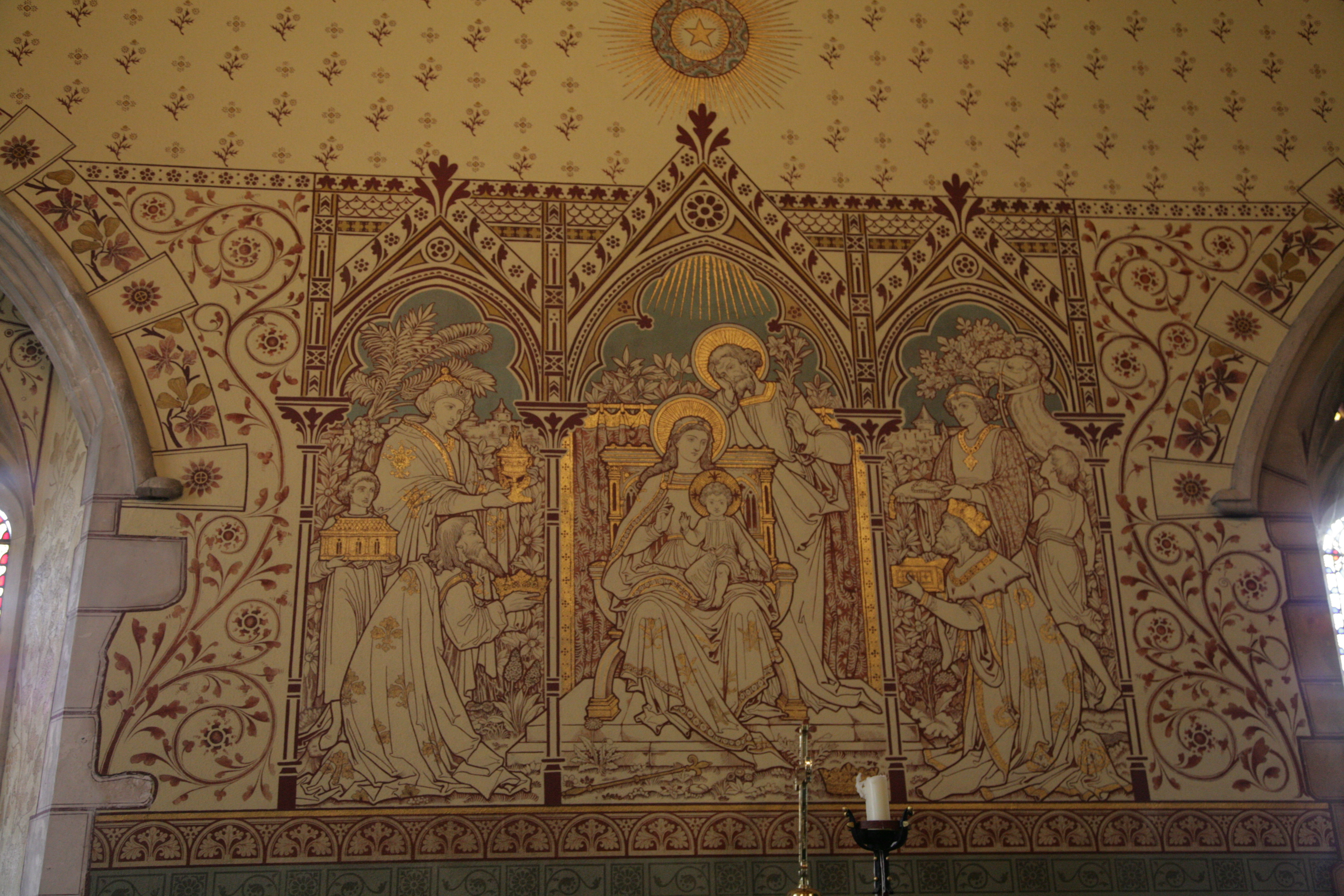
Adoración de los Reyes Magos, detalle del presbiterio
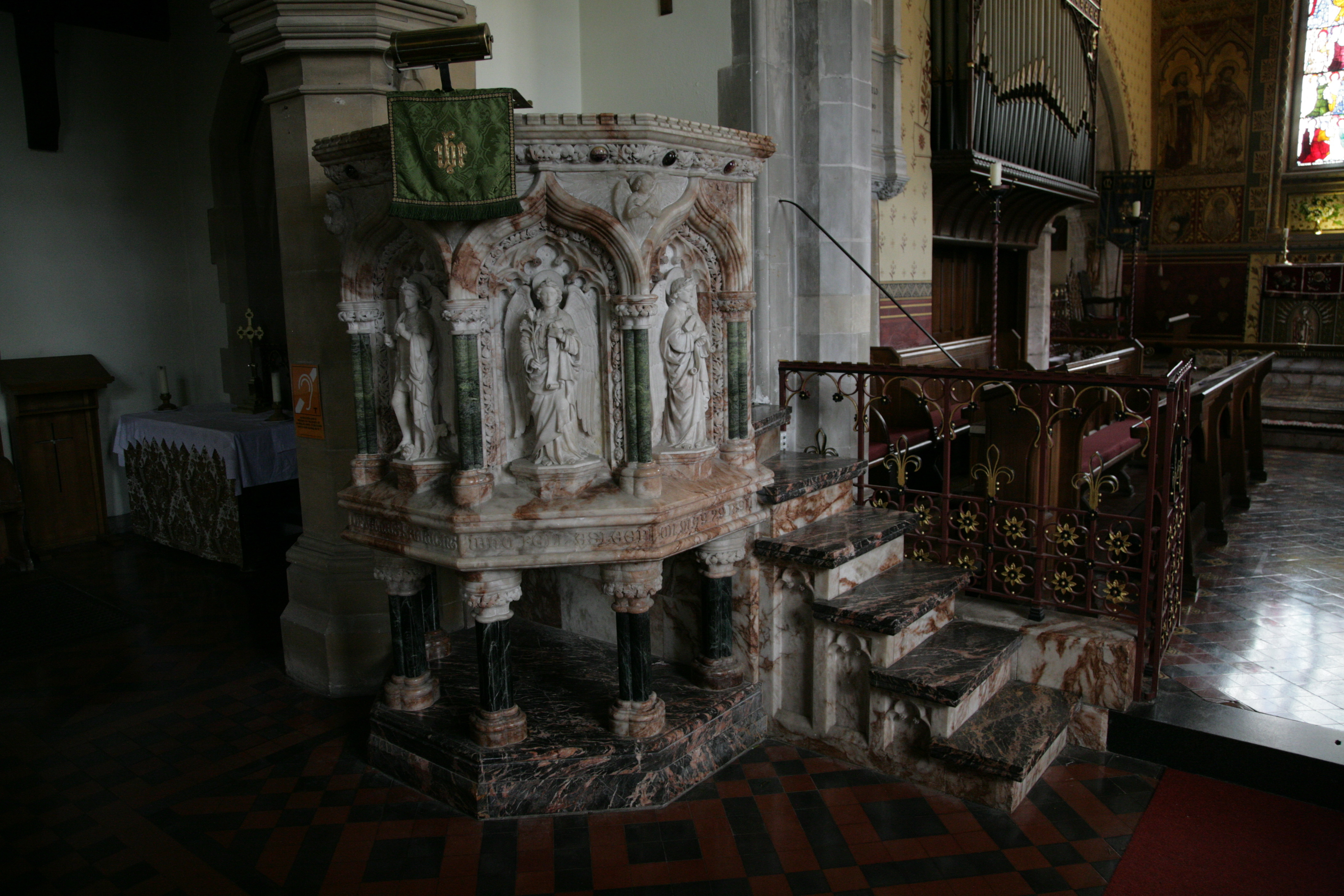
El púlpito con los relieves de arcángeles Miguel, Gabriel y Uriel
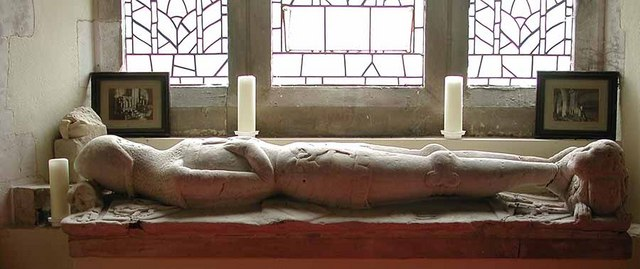
Un efigie de caballero